# Elfentanz

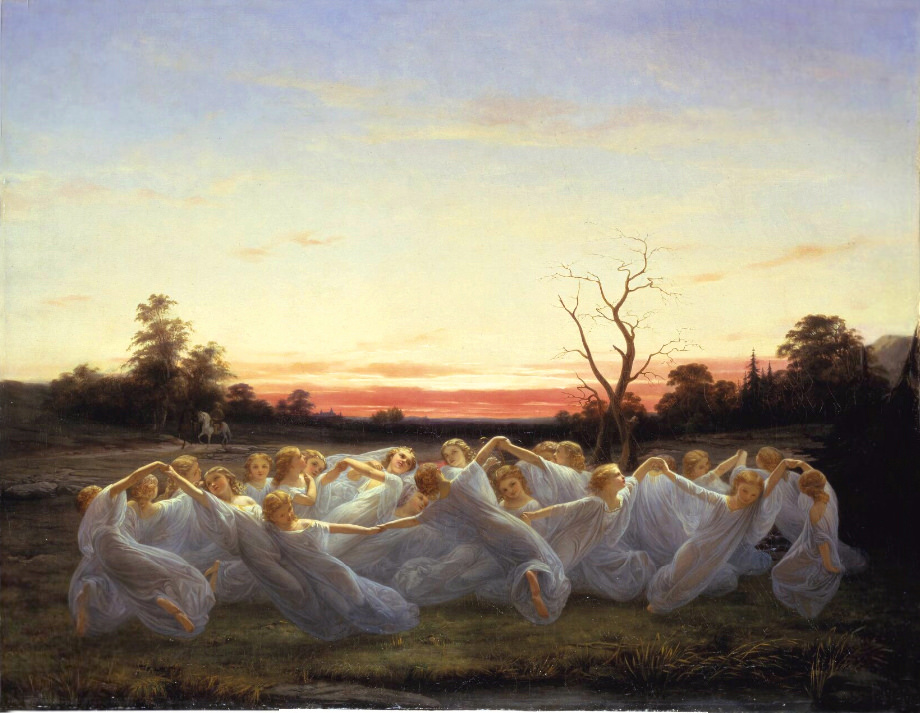
Nils Blommér: Elfentanz, 1850

Der Elfentanz ist in der nordisch-germanischen Mythologie der Tanz der Luftgeister Elfen. Der Tanz wird auch Albleich genannt, da Elfen im altnordischen Alfen und im angelsächsischen Älf genannt wurden. Der Überlieferung nach fanden sich diese Wesen bevorzugt im Mondschein lauer Sommernächte zusammen, um diesen „hinreißenden“ Tanz aufzuführen.